# Liopteridae
Liopteridae zijn een familie uit de orde van de vliesvleugeligen (Hymenoptera).

## Taxonomie
De volgende taxa zijn bij de familie ingedeeld:
- Onderfamilie Dallatorrellinae
- Onderfamilie Liopterinae
- Onderfamilie Mayrellinae Hedicke, 1922[2]
  - Geslacht Kiefferiella Ashmead, 1903
    - Kiefferiella acmaeodera Weld, 1956[3]
    -  † Kiefferiella connexiva (Brues, 1910) (= Protoibalia connexiva Brues, 1910[4])
    - Kiefferiella rugosa (Ashmead, 1903)

  - Geslacht Paramblynotus Cameron, 1908[5]
- Onderfamilie Oberthuerellinae